# John Gaddum
John Henry Gaddum est un pharmacologue britannique, né le 31 mars 1900 à Manchester et mort le 30 juin 1965.

## Biographie
De 1927 à 1935, il travaille au National Institut for Medical Research (Institut national de recherche médicale) à Londres avec Henry Dale. Ses travaux permirent de définir les notions d'antagonisme et d'agonisme vis-à-vis des récepteurs moléculaires. Il décrit notamment les interactions entre le LSD et les récepteurs de la sérotonine.

## Sources
- (eo) Cet article est partiellement ou en totalité issu de l’article de Wikipédia en espéranto intitulé « John Gaddum » (voir la liste des auteurs).
- Obituaire